# Mon incroyable famille
 (juillet 2025).
Motif : manque de références qualitatives, TI.
- Archive Wikiwix
- Bing
- Cairn
- DuckDuckGo
- E. Universalis
- Gallica
- Google
- G. Books
- G. News
- G. Scholar
- Persée
- Qwant
- (zh) Baidu
- (ru) Yandex
- (wd) trouver des œuvres sur Wikidata

| 1. | Préciser le motif de la pose du bandeau. | Précisez le motif de la pose du bandeau en utilisant la syntaxe suivante : {{admissibilité à vérifier\|date=juillet 2025\|motif=remplacez ce texte par le motif}}                           |
| 2. | Informer les utilisateurs concernés.     | Pensez à avertir le créateur de l'article, par exemple, en insérant le code ci-dessous sur sa page de discussion : {{subst:avertissement admissibilité à vérifier\|Mon incroyable famille}} |

 (juin 2025).
Ne doit pas être confondu avec Mon incroyable fiancé.
Mon incroyable famille est une émission de docu-réalité française diffusée du 4 janvier 2021 au 18 janvier 2021 sur M6.
Elle est rediffusée le 13 janvier 2021 à 21 h 5, sur Gulli.

## Concept
Sept familles françaises partagent leur quotidien un peu à part. Certaines ont choisi de vivre dans des logements singuliers : maison itinérante pour les Hersant et voilier pour les Letteron. D’autres, comme les Gachot et les Morel, aiment les enfants au point d'en avoir cinq ou dix. Dans le même esprit, Céline Mineiro élève seule ses trois paires de jumeaux. Chez les Gomez, la tradition gitane veut que les enfants soient rois. Enfin, les Raulin ont trois enfant, dont Cody, 6 ans, qui souffre d’une anomalie congénitale.

## Distribution
7 familles participent à l'émission.
| Famille      | Slogan                                  | Nombre enfants                                                                       | Lieu de résidence       |
| ------------ | --------------------------------------- | ------------------------------------------------------------------------------------ | ----------------------- |
| Les Hersant  | « La vie en tiny House »                | 3 Lénalia, Mahina et Anabella                                                        | Altviller, Corrèze (19) |
| Les Raulin   | « Tous uni pour Codi »                  | 3 Tino, Leni et Codi                                                                 | Seine Maritime (76)     |
| Les Mineiro  | « Maman solo avec 3 paires de jumeaux » | 6 Ilian, Kaïs, Salyha Neïla, Nessa et Dallèl                                         | Seine et Marne (77)     |
| Les Gachot   | « 10 enfants à la maison »              | 10 Manon, Chloé, Justine, Thibault, Antonin, Lilia, Gabin, Noé, Capucine et Marsault | Sarthe (72)             |
| Les Gomez    | « La Kings Family »                     | 3 Sanjana, Kenly et Jayvan                                                           | Gard (30)               |
| Les Morel    | « L’aventure avec des triplées »        | 5 (dont des triplés) Timothey, Yumi, Lena, Abigaelle et Hanaé                        | Eure et Loir (28)       |
| Les Letteron | « Vivre en voilier »                    | 2 Diane et Aliénor                                                                   | Bouches du Rhône (13)   |

## Diffusion
L'émission est diffusée du 4 janvier 2021 au 18 janvier 2021, du lundi au vendredi, en deux épisodes, de 15 h 30 à  17 h 30 sur M6,.
Les 5 premières émissions sont rediffusés sur Gulli à 21 h 5.
Elle est composée de 22 émissions.
1. Émission 1 ; diffusée le 4 janvier 2021 et rediffusée le 13 janvier 2021 sur Gulli.
2. Émission 2 ; diffusée le 4 janvier 2021 et rediffusée le 13 janvier 2021 sur Gulli.
3. Émission 3 ; diffusée le 5 janvier 2021 et rediffusée le 13 janvier 2021 sur Gulli.
4. Émission 4 ; diffusée le 5 janvier 2021 et rediffusée le 13 janvier 2021 sur Gulli.
5. Émission 5 ; diffusée le 6 janvier 2021 et rediffusée le 13 janvier 2021 sur Gulli.
6. Émission 6 ; diffusée le 6 janvier 2021.
7. Émission 7 ; diffusée le 7 janvier 2021.
8. Émission 8 ; diffusée le 7 janvier 2021.
9. Émission 9 ; diffusée le 8 janvier 2021.
10. Émission 10 ; diffusée le 8 janvier 2021.
11. Émission 11 ; diffusée le 11 janvier 2021.
12. Émission 12 ; diffusée le 11 janvier 2021.
13. Émission 13 ; diffusée le 12 janvier 2021.
14. Émission 14 ; diffusée le 12 janvier 2021.
15. Émission 15 ; diffusée le 13 janvier 2021.
16. Émission 16 ; diffusée le 13 janvier 2021.
17. Émission 17 ; diffusée le 14 janvier 2021.
18. Émission 18 ; diffusée le 14 janvier 2021.
19. Émission 19 ; diffusée le 15 janvier 2021.
20. Émission 20 ; diffusée le 15 janvier 2021.
21. Émission 21 ; diffusée le 18 janvier 2021.
22. Émission 22 ; diffusée le 18 janvier 2021.

Elle fut déprogrammée pour faute d'audiences, elle est remplacée dès le lendemain par les émissions Incroyables transformations et Les Reines du shopping.